# 奧良
奧良（葡萄牙語發音：[oˈʎɐ̃w] ⓘ）是葡萄牙南部城市，位於阿爾加維大區。奧良是一座漁港，也是其附近較大都市法魯的衛星城。2011年，奧良有人口42,272人。奧良在史前時期就已經有人居住。市區附近有重要的濕地保護區。

## 友好城市
- 法國 莱斯帕尔梅多克